# حجت‌آباد خراجی
```
خراجی
، روستایی از توابع 
بخش مرکزی
 
شهرستان رودان
 در 
استان هرمزگان
 
ایران
 است.
```

## جمعیت
این روستا در دهستان آب‌نما قرار دارد و براساس سرشماری مرکز آمار ایران در سال ۱۳۸۵، جمعیت آن ۹۲۹ نفر (۱۹۴خانوار) بوده‌است.